# Asia's Next Top Model
Asia's Next Top Model è un reality show televisivo in onda dal 2012, nel quale aspiranti modelle provenienti dalla zona dell'Asia Pacifica si sfidano tra servizi fotografici, casting, pubblicità e sfilate per ottenere il titolo di miglior modella asiatica e dare così una spinta notevole alla propria carriera.

## Prima edizione
L'intero show, per la prima edizione, è stato prodotto a Singapore ed i casting si sono aperti il 28 marzo 2012 per durare sino al 21 maggio.
Ai provini potevano partecipare ragazze asiatiche che però sapessero parlare l'inglese fluentemente (l'intero show è infatti in lingua inglese), che avessero tra i 18 e i 27 anni; è stata data possibilità anche ad ex concorrenti di altri programmi di moda di poter partecipare, a patto di non esserne state vincitrici o di non avere già alle spalle una carriera ben avviata.

In data 11 aprile 2012 è stata resa ufficiale la presenza (per la prima edizione) di Nadya Hutagalung nel ruolo di conduttrice e capo della giuria che di volta in volta avrebbe deciso riguardo al processo di eliminazione delle concorrenti; gli altri membri della giuria che hanno affiancato Nadya erano il direttore artistico Daniel Boey, il fotografo Todd Anthony Tyler e la modella Joey Mead King.

La vincitrice della prima edizione è stata la ventiseienne thailandese Jessica Amornkuldilok.

## Seconda edizione
Dal 9 al 17 agosto 2013 sono stati effettuati i casting per la seconda edizione dello show, che è andata in onda sullo stesso canale dall'8 gennaio al 9 aprile 2014, condotto nuovamente dalla Hutagalung; novità di quest'anno, la location, non più Singapore bensì la Malaysia.
Salito anche il numero di partecipanti da 14 a 16; la vincitrice di questa edizione, la ventiduenne malese Sheena Liam, ha portato a casa un contratto con la "Storm Model Management", un servizio con copertina per l'edizione malese della rivista "Harper's Bazaar", 100.000 dollari singaporiani, una nuovissima "Subaru" e l'opportunità di fare da testimonial per le aziende "Canon" e "TRESemmé".
Confermata anche per questa edizione la presenza di Joey Mead-King in qualità di mentore delle aspiranti modelle; sostituiti invece Boey e Tyler, al posto dei quali sono giunti il fotografo Mike Rosenthal e l'insegnante di portamento Adam Williams (lo scorso anno presente come giudice ospite in un episodio).

## Terza edizione
I casting per la terza edizione dello show hanno avuto luogo dal 4 all'11 ottobre 2014 nelle città di Manila, Giacarta e Singapore.

Cambio di rotta anche nella conduzione: Nadya Hutagalung ha infatti ceduto il posto alla modella filippina Georgina Wilson; sostituito anche Mike Rosenthal dall'australiano Alex Perry.

## Quarta edizione
La quarta edizione (andata in onda dal 9 marzo al 1º giugno 2016) ha visto un netto stravolgimento della giuria: la conduzione è passata alla modella tailandese Cindy Bishop, il ruolo di mentore è stato affidato alla modella indonesiana Kelly Tandiono, mentre in qualità di esperto e consulente d'immagine è entrato il fotografo Yu Tsai. Novità anche riguardo ai Paesi rappresentati in gara: per la prima volta, hanno infatti partecipato concorrenti provenienti dalla Mongolia (Tugs) e dal Myanmar (May). La concorrente Mai Ngo, dal Vietnam, aveva già partecipato alla quarta edizione di Vietnam's Next Top Model e alla prima edizione della versione vietnamita di The Face.

## Quinta edizione
La quinta edizione è andata in onda dal 5 aprile al 28 giugno 2017 ancora una volta sotto la conduzione di Cindy Bishop, affiancata da Yu Tsai e da due nuovi giudici: le modelle Pia Wurtzbach e Cara G. McIlroy. Tra le concorrenti vi erano (per la prima volta) due gemelle indonesiane, Valerie e Veronika e la vietnamita Minh Tu Nguyen, divenuta di lì a poco una dei tre mentori della versione vietnamita di The Face".

## Sesta edizione
In onda dal 22 agosto al 24 ottobre 2018, questa edizione ha visto al timone come giudici fissi nuovamente Cindy Bishop e Yu Tsai, i quali erano accompagnati di settimana in settimana da vari giudici esterni. La sede fissa della model house è stata la Thailandia e le concorrenti nuovamente 14, provenienti da Filippine, Giappone, Hong Kong, Indonesia, Malaysia, Myanmar, Singapore, Thailandia, Taiwan e Vietnam. Due di loro hanno preso parte, in passato, ad altri Next Top Model: Adela Marshall alla seconda edizione delle Filippine e Mia Sabathy alla settima edizione austriaca. Novità di questa edizione è stata inoltre la presenza di tre ex concorrenti in veste di mentori delle nuove ragazze: Monika Sta. Maria, dalla seconda edizione, Shikin Gomez e Minh Tu Nguyen, dalla quinta. L'edizione è stata vinta dalla ventitreenne tailandese Dana Slosar.

## Vincitrici
| Edizione | Data d'inizio    | Vincitrice                 | Seconda/e classificata/e       | Altre concorrenti in ordine di eliminazione | Numero concorrenti | Destinazione    |
| -------- | ---------------- | -------------------------- | ------------------------------ | --- | ------------------ | --------------- |
| 1        | 25 novembre 2012 | Jessica Amornkuldilok      | Kate Ma Stephanie Retuya       | Kyla Tan, Monica Benjaratjarunun (ritirata), Bei Si Liu, Jee Choi & Filantropi Witoko, Thuy Trang Nguyen, Rachel Erasmus, Melissa Th'ng, Helena Chan, Aastha Pokharel, Sofia Wakabayashi                          | 14                 | Batam Hong Kong |
| 2        | 8 gennaio 2014   | Liam Yue Shin "Sheena"     | Jodilly Ignacio Pendre         | Jessie Yang, Elektra Yu, Bona Kometa, Jihye Moon, Nhu Thảo Phan, Poojaa Gill, Sneha Ghosh & Janice Hermijanto, Tia Taveepanichpan, Natalie Pickles, Josephine Tan, Nicole Lee, Marie Nakagawa, Katarina Rodriguez | 16                 | Hong Kong       |
| 3        | 25 marzo 2015    | Ayu Gani Lestari Putri     | Marlena Monika Anne Sta. Maria | Shareeta Selvaraj, Kiana Guyon, Rani Ramadhany, Lorretta Chow & Céline Duong, Franchesca Lagua, Melissa Tan, KB Barlow, Tahlia Raji, Amanda Chan, Barbara Katsuki, Aimee Cheng-Bradshaw                           | 14                 | Nessuna         |
| 4        | 9 marzo 2016     | Jiratchaya "Tawan" Kedkong | Patricia Gunawan Kim Sang In   | Maya Goldman, Tugs Saruul, Mai Ngo, Gwen Ruais, Alaiza Malinao (ritirata), Jessica Lam, Aldilla Zahraa, May Htet Aung, Tuti Noor, Angie Watkins, Julian Flores                                                    | 14                 | Nessuna         |
| 5        | 5 aprile 2017    | Maureen Wroblewitz         | Minh Tu Nguyen Shikin Gomez    | Anjelica Santillan, Heidi Grods, Jennica Sanchez, Layla Ong, Alicia Amin, R Nametha (squalificata), Valerie Krasnadewi & Dorothy Petzold, Veronika Krasnasari, Cindy Chen, Clara Tan                              | 14                 | Kuala Lumpur    |
| 6        | 22 agosto 2018   | Dana Slosar                | Adela-Mae Marshall Mia Sabathy | Saranratch "Lena" Saetiao & Hody Yim, Sharnie Fenn, Rizhko "Iko" Bustomi, Jesslyn Tjandra Lim, Rubini Sambanthan, Yi Han Si, Marie "Jachin" Manere, Nguyễn Phương Thanh Vy, Pim Bubear & "Beauty" Thet Thet Thinn | 14                 | TBA             |